# Fires Were Started
Fires Were Started is een Britse oorlogsfilm uit 1943 onder regie van Humphrey Jennings. In de film spelen echte brandweerlieden mee in plaats van professionele acteurs.

## Verhaal
De film beschrijft het leven van Britse brandweerlieden tijdens de Tweede Wereldoorlog. Zeven brandweerlieden en een nieuwe rekruut zijn aan het werk tijdens een aanval van Duitse bommenwerpers boven Londen.

## Rolverdeling
| Acteur          | Personage      |
| --------------- | -------------- |
| Philip Dickson  | Walters        |
| George Gravett  | Dykes          |
| Fred Griffiths  | Johnny Daniels |
| Johnny Houghton | S.H. Jackson   |
| Loris Rey       | J. Rumbold     |